# Flugzeugführerabzeichen
Het Flugzeugführerabzeichen (Nederlands: pilotenbadge) werd op 12 augustus 1935 door de opperbevelhebber van de Luftwaffe Hermann Göring ingesteld.
De badge kon na het succesvol afsluiten van de opleiding tot piloot verkregen worden. De badge was bedoeld als bevestiging voor alle piloten en was geen onderscheiding voor militaire prestaties.
Het kon ook uitgereikt worden aan personeel dat al voor de oorlog in bezit waren van het Flugzeugführer of het Luftschiffabzeichen. Na de Anschluss op 13 maart 1938 kon het personeel van de Oostenrijkse Luftwaffe, wat opgenomen werd in de Luftwaffe ook voor deze badge in aanmerking komen.
Wegens de korte levensduur van deze badge zijn er geen verschillende klasse ingesteld.

## Draagwijze
Het werd gedragen op het lagere gedeelte van de linker borstzak op het uniform, net onder het IJzeren Kruis 1939, 1e Klasse (indien mee onderscheiden). De stoffen variant (stoffausführung) van de badge werd ook toegestaan op het flying suit.

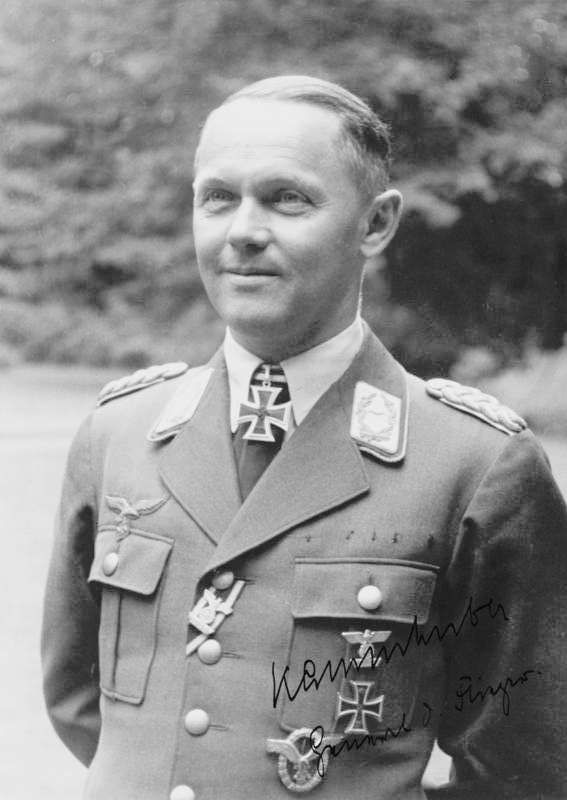
Generalmajor Josef Kammhuber; met de correcte draagwijze van het Flugzeugführerabzeichen (onder de linker borstzak).

## Na de Tweede Wereldoorlog
Het insigne is van een hakenkruis voorzien. Dat betekent dat het verzamelen, tentoonstellen en verhandelen van deze onderscheidingen in Duitsland aan strenge wettelijke regels is onderworpen. Op 26 juli 1957 vaardigde de Bondsrepubliek Duitsland een wet uit waarin het dragen van onderscheidingen met daarop hakenkruizen of de runen van de SS werd verboden. In de gedenazificeerde uitvoering mogen de badges wel worden gedragen.